# Möldri (Saaremaa)
Koordinaten: 58° 10′ N, 22° 9′ O
Möldri ist ein Dorf (estnisch küla) auf der größten estnischen Insel Saaremaa. Es gehört zur Landgemeinde Saaremaa (bis 2017: Landgemeinde Salme) im Kreis Saare.

## Lage und Einwohnerschaft
Das Dorf im Nordwesten der Landgemeinde liegt direkt an der Ostsee. Es hat der gleichnamigen Bucht (Möldri laht) ihren Namen gegeben. Der 6,7 km lange, gleichnamige Bach (Möldri oja) mündet dort ins Meer.
Möldri hat fünfzehn Einwohner (Stand 31. Dezember 2011).